# Nicolaas Pieneman

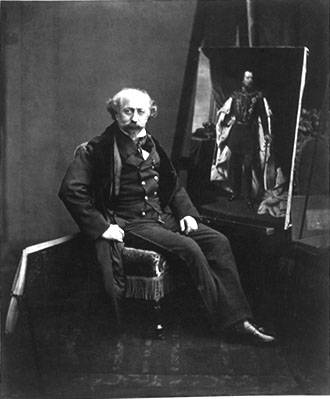
Nicolaas Pieneman (1859)

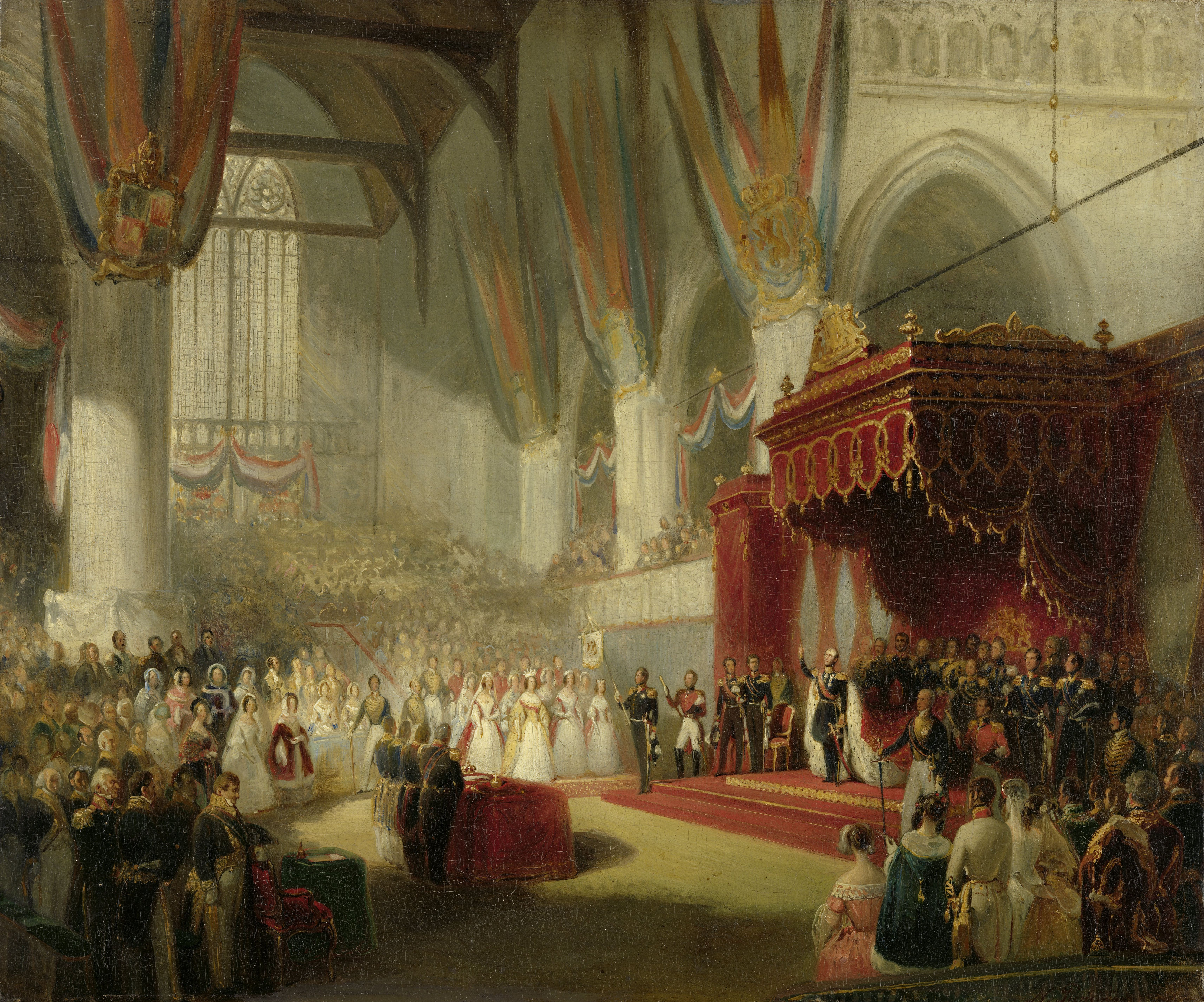
Nicolaas Pieneman:
Die Amtseinführung König Wilhelm II. der Niederlande

Nicolaas Pieneman (* 1. Januar 1809 in Amersfoort; † 30. Dezember 1860 in Amsterdam) war ein niederländischer Maler.
Nicolaas Pieneman war ein Sohn von Johan Willem Pieneman. Wie sein Vater malte er Porträts, unter anderem von den niederländischen Königen Wilhelm II. und Wilhelm III. Er war namentlich mit König Wilhelm II. gut befreundet. Viele seiner Werke gehören immer noch zur privaten Sammlung des niederländischen Königshauses.